# 富達來地產信託
富達來地產信託（英語：Forterra Trust，SGX：LG2U），前稱:華瑞中國地產信託（Treasury China Trust），在2010年，由愛爾蘭華瑞集團控股股份有限公司組成一家在中國內地房地產信託基金。
前身為華瑞中國地產信託()的富達來地產信託
主要中国收购、发展和管理商产，地區包括上海、北京、青島等。總部位於65 Chulia Street #43-08 OCBC Center Singapore 049513。總裁為Richard David，主席為Richard Barrett。
股份在2010年6月21日於新加坡交易所主板上市。當時是以介紹形式上市。
而在2012年3月27日，本信託基金計劃出售位於靠近人民广场的中區廣場。
2013年，南豐集團以1.795億美元收購富達來地產信託29.98%股權。

## 連結
- 富達來地產信託